# قبه سلسله

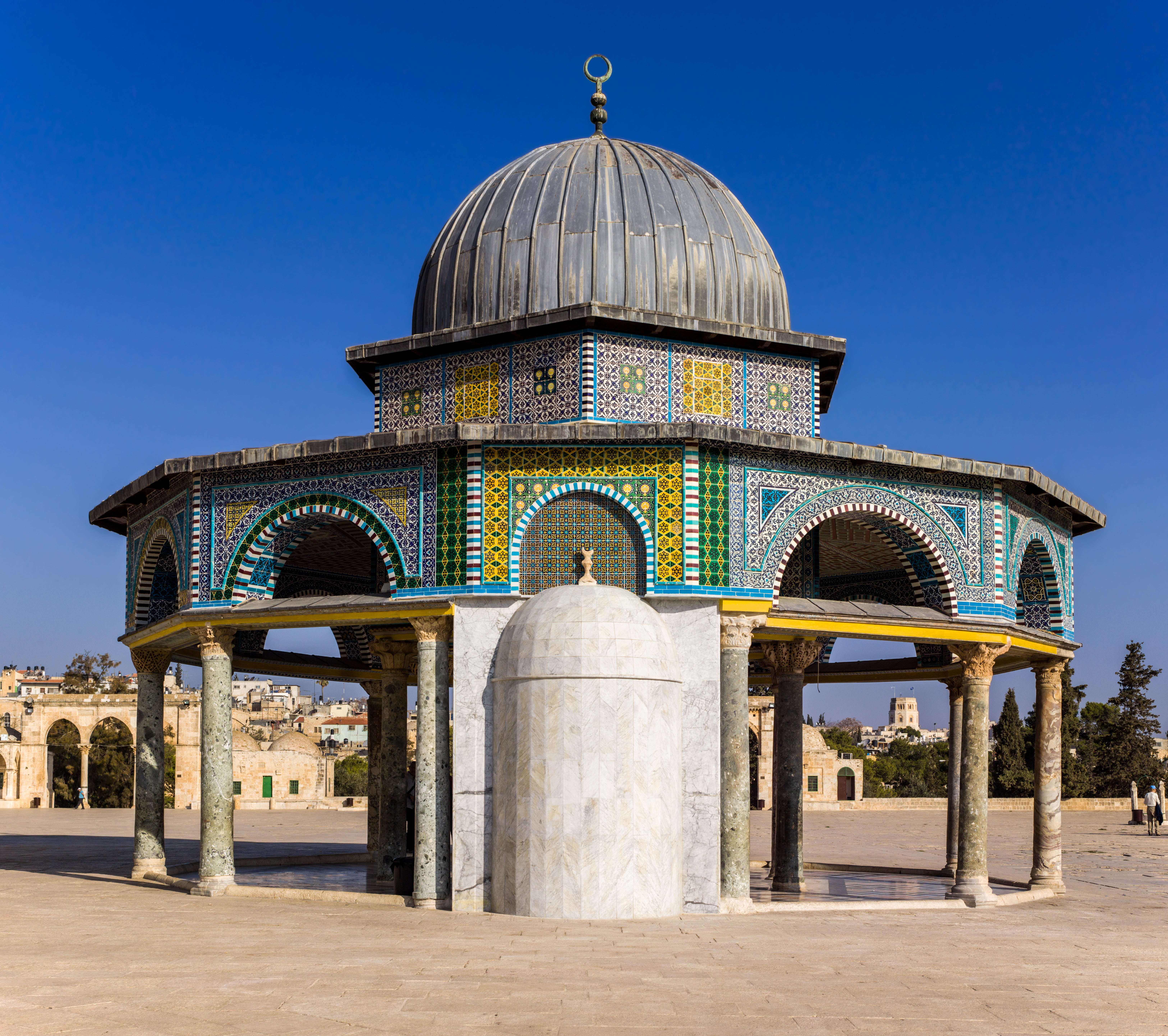
قبهٔ سلسله در بیرون قبةالصخره.

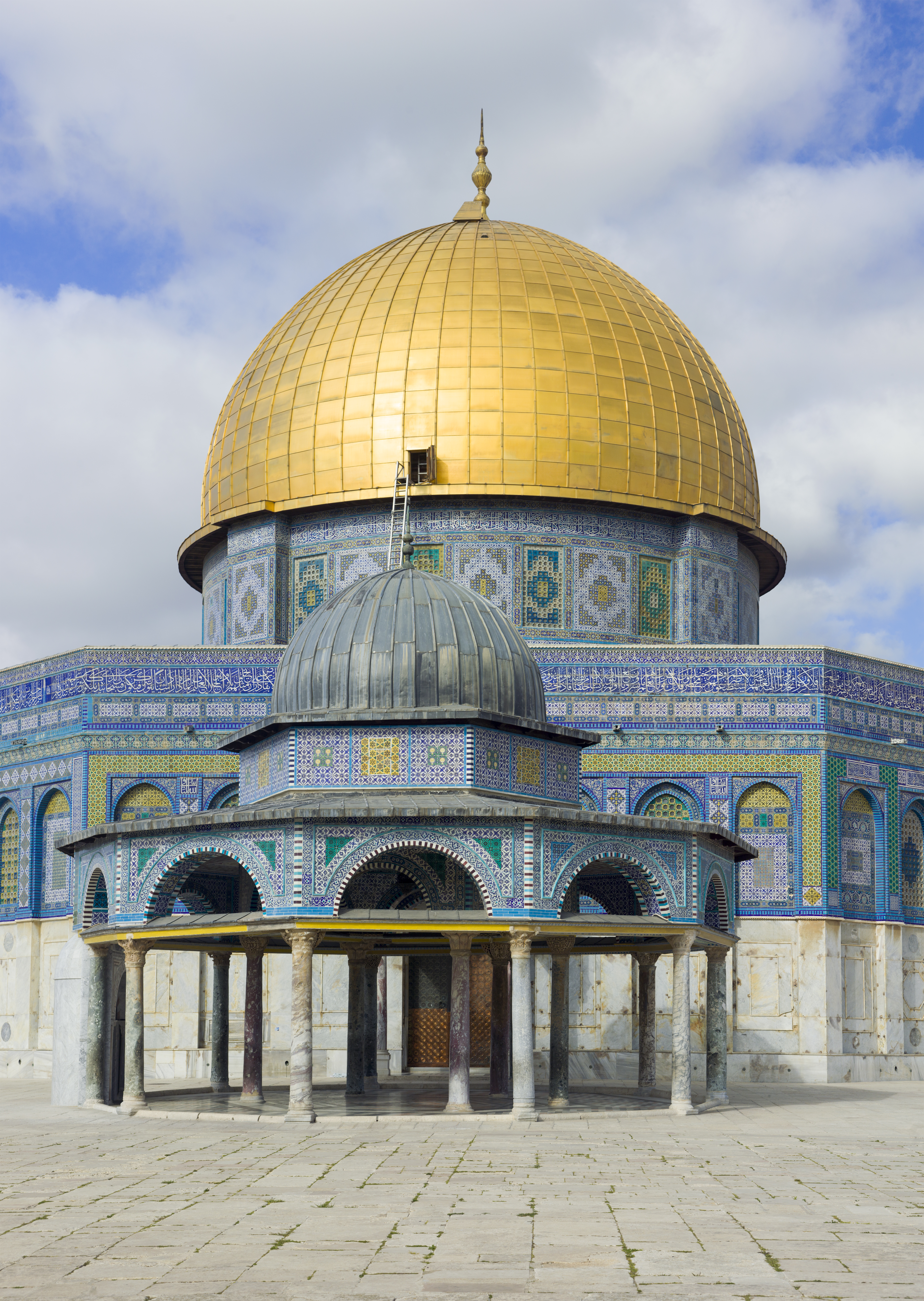
قُبةالسلسله در فاصلهٔ چند متری از حرم قبةالصخره در بیت المقدس بنا شده‌است.

قبهٔ سلسله یا گنبد سلسله (عربی: قبةالسلسلة) گنبد مستقلی است درست در شرق قبةالصخره واقع در شهر قدیم اورشلیم. این گنبد یکی از ساختمان‌های حرم شریف است. این ساختمان مسجد یا حرم نیست اما برای نمازگزاردن استفاده می‌شود. قبه سلسله در زمان امویان ساخته شد، در دوران جنگ‌های صلیبی مبدل به نمازخانه‌ای مسیحی شد و در دوره ایوبیان دوباره نمازخانه‌ای اسلامی شد. این بنا در دوران سلسله مملوک، امپراتوری عثمانی و وقف فلسطینیان بازسازی شده‌است.